# ساتومي ماجيما
ساتومي ماجيما(ولدت في 22 أبريل 1955، إتويغاوا، نييغاتا، اليابان) هي مؤدية أصوات يابانية، اعتزلت أداء الأصوات بسبب زواجها.

## الأدوار
- غيرتي في شما في البراري الخضراء
- جيرو إنجوجي، ميرور زيرو في الشجعان الثلاثة
- حكايات لا تنسى
- بيل وسيباستيان (أنمي)
- طونبو في البطل الذهبي
- سانشيرو في سانشيرو
- ماري في فلونة
- كازويا تاشيبانا في النمر المقنع
- دارتانيان في الفرسان الثلاثة (مسلسل 1981)

## وصلات خارجية
- ساتومي ماجيما على موقع IMDb (الإنجليزية)
- ساتومي ماجيما على موقع قاعدة بيانات الفيلم (الإنجليزية)

http://www.animenewsnetwork.com/encyclopedia/people.php?id=11674